# Zoropsidae
Zoropsidae là một họ của loài nhện hơi giống loài nhện chó sói, khác thường. Bố trí mắt không giống loài nhện chó sói do mắt nằm theo hai hàng và có kích thước bằng nhau hơn. Họ này gồm 65 loài trong 12 chhi phân bố chủ yếu ở Australia và Nam Phi. Một loài, Zoropsis spinimana, tình cờ được du nhập vào Hoa Kỳ.

## Chi
- Akamasia Bosselaers, 2002 — Síp (1 loài)
- Birrana Raven & Stumkat, 2005 — Australia (1 loài)
- Devendra Lehtinen, 1967 — Sri Lanka (3 loài)
- Griswoldia Dippenaar-Schoeman & Jocqué, 1997 — Nam Phi (12 loài)
- Huntia Gray & Thompson, 2001 — Australia (2 loài)
- Kilyana Raven & Stumkat, 2005 — Australia (10 loài)
- Krukt Raven & Stumkat, 2005 — Australia (5 loài)
- Megateg Raven & Stumkat, 2005 — Australia (8 loài)
- Phanotea Simon, 1896 — Nam Phi (13 loài)
- Takeoa Lehtinen, 1967 — Trung Hoa, Triều Tiên, Nhật Bản (2 loài)
- Uliodon L. Koch, 1873 — New Zealand, Australia (5 loài)
- Zoropsis Simon, 1878 — Địa Trung Hải, Ukraina, Triều Tiên (13 loài)